# Hatzfelder Zeitung
Die Hatzfelder Zeitung (bis 1920 Zsombolyaer Zeitung) war eine deutschsprachige Wochenzeitung, die von 1887 bis 1941 in Hatzfeld (rum. Jimbolia, ung. Zsombolya) in der Habsburgermonarchie im Königreich Ungarn im Banat und später im Königreich Rumänien erschienen ist.

## Geschichte
Gegründet und bis 1905 von Rudolf Wunder geleitet, bot die Zeitung bot ihren Lesern politische Nachrichten, Lokal- und Regionalberichte sowie ein Feuilleton. Ab 1905 übernahm Johann Koch die Schriftleitung, nach Eingliederung des Banats in das Königreich Rumänien nach 1918 der Dichter Peter Jung. Die Zeitung trat in Konkurrenz zu vier anderen Lokalblättern, nämlich zu den ungarischsprachigen Zsombolyai Közlöny (Hatzfelder Mitteilungen, 1901–1903) und Zsombolya (1901–1904) sowie zum Zsombolyaer Politischen Volksblatt (1906–1915) und zum Hatzfelder Volksblatt (1924–1932). Nach 56-jähriger Erscheinungszeit wurde die Hatzfelder Zeitung 1941 von der Führung der Deutschen Volksgruppe in Rumänien infolge der Gleichschaltung der rumäniendeutschen Presse eingestellt.